# Каменець (гміна Тшемешно)
Каменець (пол. Kamieniec, нім. Steinau) — село в Польщі, у гміні Тшемешно Гнезненського повіту Великопольського воєводства.
Населення — 214 осіб (2011).
У 1975-1998 роках село належало до Бидгощського воєводства.

## Демографія
Демографічна структура станом на 31 березня 2011 року:
|          | Загалом | Допрацездатний вік | Працездатний вік | Постпрацездатний вік |
| -------- | ------- | ------------------ | ---------------- | -------------------- |
| Чоловіки | 112     | 24                 | 76               | 12                   |
| Жінки    | 102     | 19                 | 62               | 21                   |
| Разом    | 214     | 43                 | 138              | 33                   |